# Opera futura
Opera futura è il quinto album in studio della cantautrice italiana Levante, pubblicato il 17 febbraio 2023 dalla Parlophone e Warner Music Italy.
Il disco figura al suo interno il singolo Vivo, presentato al 73º Festival di Sanremo, al cui termine si è classificato ventitreesimo.

## Antefatti
Successivamente alla pubblicazione dell'album Magmamemoria nel 2019, Levante ha pubblicato due singoli Sirene e Vertigine nel 2020, non compresi in un progetto discografico più ampio. Tra il 2020 e il 2022 la cantante ha preso una pausa discografica, dopo l'annuncio della maternità e della nascita della prima figlia Alma Futura, ad eccezione del singolo Dall'alba al tramonto (2021) e della composizione della colonna sonora del film di esordio Romantiche di Pilar Fogliati. In un'intervista rilasciata a Vanity Fair, Levante ha raccontato le difficoltà di tornare al lavoro al nuovo progetto discografico dovute all'accettazione di diventare madre e della depressione post-partum vissuta:

## Descrizione
Il progetto discografico vede la cantante, autrice e compositrice di tutte e dieci le tracce, con la collaborazione di Antonio Filippetti e Daniel Bestonzo. In un'intervista rilasciata a Vanity Fair, Levante ha raccontato il significato dell'album e al lavoro con in compagno e padre della figlia, Pietro Palumbo:
La copertina del disco è ispirata ad una lirica di Emily Dickinson ("La Speranza è quella cosa piumata / che si viene a posare sull'anima").

## Promozione
L'11 gennaio 2023, attraverso il profilo Instagram dell'artista, vengono resi pubblici copertina, titolo e lista tracce.
Il disco è stato anticipato dal singolo Vivo, presentato al 73º Festival di Sanremo in occasione della sua seconda partecipazione del festival.

## Accoglienza
| Recensione       | Giudizio |
| ---------------- | -------- |
| All Music Italia | 8/10     |
| Newsic           | 7/10     |
| Ondarock         | 5/10     |
| Rockol           | 6,5/10   |

Il progetto discografico è stato accolto positivamente dalla critica specializzata. Gabriele Fazio dell'Agenzia Giornalistica Italia scrive che il progetto è stato concepito come una «confessione» attraverso «una rivoluzione intima forse rispetto alla crescita, alla maturazione» della cantante. Sebbene sottolinei che non si tratti di un «capolavoro», poiché manca l'ironia e la vivacità dei precedenti progetti, Fazio definisce l'artista «un’autrice vera; [...] che merita ogni attenzione». Mattia Marzi di Rockol riscontra nell'album «una forma di terapia» in cui la cantante decide di «confrontandosi con sé stessa», notando la volontà di non perseguire la scelta di scrivere i brani con più collaboratori di Magmamemoria. Marzi afferma inoltre che rispetto al procedente album l'artista affronta un progetto «meno cerebrale e più istintivo» in cui «il dolore descritto è fisico, la gioia è provata sulla pelle, la nostalgia un nodo in gola». L'unica recensione molto negativa è venuta da Giuliano Delli Paoli di Ondarock che parla di «scrittura sterile, mai avvincente, piena di luoghi comuni», mentre Michele Monina si è espresso positivamente definendo l'album «un lavoro importante, nella carriera di Levante, nel quadro più ampio della canzone d’autrice, e più in generale nel nostro pop, un canto del cigno senza presagi negativi». Per Umberto Salvato di All Music Italia «Opera futura sembra essere il suo album migliore ad oggi. Un progetto fatto di testi magistrali e produzioni eccezionali. Il sound invece è l’unione di tutti i suoi album precedenti».

## Tracce
Testi e musiche di Antonio Filippelli, Claudia Lagona e Daniel Bestonzo eccetto dove indicato diversamente.
1. Invincibile – 3:53 (testo: Claudia Lagona)
2. Vivo – 3:21 (Claudia Lagona)
3. Mi manchi – 3:14
4. Fa male qui – 2:36
5. Metro – 2:37
6. Leggera – 3:05
7. Alma Futura – 3:33
8. Capitale, mio capitale – 3:26
9. Mater – 4:00 (testo: Claudia Lagona)
10. Iride blu e Cuore liquido – 3:06 (testo: Claudia Lagona)

Traccia bonus nella riedizione streaming
1. Canzone d'estate – 3:21 (testo: Claudia Lagona, Andrea Bonomo, Edwyn Roberts)

## Formazione
- Levante – voce, basso, chitarra acustica, pianoforte
- Antonio Filippelli – basso, chitarra elettrica, chitarra acustica, sintetizzatore, programmazione
- Daniel Bestonzo – tastiere, mellotron, pianoforte, sintetizzatore, wurlitzer

## Classifiche
| Classifica (2023) | Posizione massima |
| ----------------- | ----------------- |
| Italia            | 6                 |

L'album, inoltre, ha debuttato al 1º posto nella classifica dei vinili più venduti in Italia.